# Кужаков, Мурат Галлямович
Мурат Галлямович Кужаков (10 марта 1904 года — 3 ноября 1986 года) — командир сабельного отделения 58-го гвардейского кавалерийского полка 16-й гвардейской кавалерийской дивизии, (112-я Башкирская кавалерийская дивизия 7-го гвардейского кавалерийского корпуса Центрального фронта), гвардии старший сержант, Герой Советского Союза.

## Биография
Мурат Галлямович Кужаков родился 10 марта 1904 года в деревне Старомурапталово ныне Куюргазинского района Башкирии в крестьянской семье.
Башкир. В 1926 году окончил начальную школу, работал в колхозе бригадиром строителей.
В Красную Армию призван в январе 1942 года Куюргазинским райвоенкоматом Башкирской АССР. В боях Великой Отечественной войны с апреля 1942 года.
Гвардии старший сержант Кужаков М. Г. отличился в 27 сентября 1943 года в бою при переправе реки Днепр.
«Командир сабельного отделения 58-го гвардейского кавалерийского полка (16-я гвардейская кавалерийская дивизия, 7-й гвардейский кавалерийский корпус, Центральный фронт) гвардии старший сержант Кужаков М. Г. в ночь на 27 сентября 1943 года с отделением переправился через реку Днепр в районе деревни Нивки Брагинского района Гомельской области Белоруссии и вступил в бой за плацдарм. Оставшись вдвоём с товарищем, они сумели пробиться из окружения и соединились с эскадроном».
Указом Президиума Верховного Совета СССР «О присвоении звания Героя Советского Союза генералам, офицерскому, сержантскому и рядовому составу Красной Армии» от 15 января 1944 года за «образцовое выполнение боевых заданий командования на фронте борьбы с немецкими захватчиками и проявленными при этом отвагу и геройство» гвардии старшему сержанту Кужакову Мурату Галлямовичу присвоено звание Героя Советского Союза с вручением ордена Ленина и медали «Золотая Звезда» (№ 3398).
После войны отважный воин-кавалерист демобилизован. Жил в селе Якупово Кумертауского района Башкирской АССР, до 1959 года работал в колхозе.
Умер 3 ноября 1986 года. Похоронен в селе Старое Мурапталово Куюргазинского района Башкирии.
Память
В селе Старое Мурапталово Герою Советского Союза М. Г. Кужакову установлен памятник.

## Награды
- Медаль «Золотая Звезда» Героя Советского Союза (15.01.1944)[3].
- Орден Ленина.
- Орден Отечественной войны 1-й степени (06.04.1985)[4].
- Медали.